# هوكي الميدان في الألعاب الأولمبية الصيفية 2020 - رجال التصفيات
تأهل اثنا عشر فريقا للرجال لمنافسات هوكي الحقل في الألعاب الأولمبية الصيفية 2020 (تأجلت إلى 2021 بسبب جائحة COVID-19).

## جدول
| حدث                               | تاريخ                     | الموقع     | حصة نسبية | المتأهلين                                                               |
| --------------------------------- | ------------------------- | ---------- | --------- | ----------------------------------------------------------------------- |
| الدولة المضيفة                    | —                         | —          | 1         | اليابان                                                                 |
| 2018 دورة الألعاب الآسيوية        | 19 أغسطس - 1 سبتمبر 2018  | جاكرتا     | -         | - A                                                                     |
| 2019 ألعاب عموم أمريكا            | 30 يوليو - 10 أغسطس 2019  | ليما       | 1         | الأرجنتين                                                               |
| التصفيات الأولمبية الأفريقية 2019 | 12-18 أغسطس 2019          | ستيلينبوش  | 1         | جنوب إفريقيا                                                            |
| بطولة أمم أوروبا للهوكي 2019      | 16-24 أغسطس 2019          | أنتويرب    | 1         | بلجيكا                                                                  |
| كأس أوقيانوسيا 2019               | 5-8 سبتمبر 2019           | روكهامبتون | 1         | أستراليا                                                                |
| تصفيات FIH الأولمبية 2019         | 25 أكتوبر - 3 نوفمبر 2019 | متنوع      | 7         | كندا · ألمانيا · بريطانيا العظمى · الهند · هولندا · نيوزيلندا · إسبانيا |
| المجموع                           | المجموع                   | المجموع    | 12        |                                                                         |

^A – اليابان تأهلت بصفتها البلد المضيف وكبطل لبطولة الاتحاد الآسيوي، لذلك تمت إضافة هذه الحصة إلى تصفيات FIH الأولمبية بدلاً من الذهاب إلى وصيف البطولة.

## أحداث التصفيات الأولمبية
في الأصل، كان من المقرر أن يشارك اثنا عشر فريقًا في التصفيات الأولمبية. كان من المقرر أن تقسم هذه الفرق إلى ستة أزواج؛ يلعب كل زوج سلسلة من النتائج الإجمالية التي تتكون من مبارتين. الفائز في كل سلسلة يتأهل للأولمبياد. مع فوز اليابان بدورة الألعاب الآسيوية 2018 (وبالتالي التأهل مرتين، مرة كمضيفة ومرة واحدة كأبطال آسيا)، سيكون هناك بدلاً من ذلك 14 فريقًا، 7 منهم سيتأهلون.

### مؤهل
```
The participating teams were confirmed on 29 August 2019 by the 
الاتحاد الدولي للهوكي
.
[
3
]
```

| Dates                     | Event(s)                   | Location             | Quota | Qualifier(s)                                                      |
| ------------------------- | -------------------------- | -------------------- | ----- | ----------------------------------------------------------------- |
| 19 January – 30 June 2019 | 2019 FIH Pro League ‏       | 2019 FIH Pro League ‏ | 2     | أستراليا بلجيكا بريطانيا العظمى هولندا                            |
| 26 April – 4 May 2019     | 2018–19 FIH Series Finals ‏ | كوالالمبور, Malaysia | 2     | كندا ماليزيا                                                      |
| 6–15 June 2019            | 2018–19 FIH Series Finals ‏ | بوبانسوار, India     | 1     | الهند جنوب إفريقيا                                                |
| 15–23 June 2019           | 2018–19 FIH Series Finals ‏ | لو توكيه, France     | 2     | فرنسا أيرلندا                                                     |
| 8 September 2019          | FIH World Rankings         | FIH World Rankings   | 7     | النمسا مصر ألمانيا نيوزيلندا باكستان روسيا كوريا الجنوبية إسبانيا |
| Total                     | Total                      | Total                | 14    |                                                                   |

### المباريات
تم إجراء قرعة المواجهات السبع الأخيرة في 9 سبتمبر 2019. أقيمت المواجهات على مباراتين، كلاهما في ملعب الفريق المضيف.
| الفريق الأول    | إجم.                             | الفريق الثاني  | مباراة الذهاب | مباراة الإياب |
| --------------- | -------------------------------- | -------------- | ------------- | ------------- |
| إسبانيا         | 6–5                              | فرنسا          | 3–3           | 3–2           |
| هولندا          | 10–5                             | باكستان        | 4–4           | 6–1           |
| كندا            | 6–6 (5–4 ضربات الجزاء الترجيحية) | أيرلندا        | 3–5           | 3–1           |
| الهند           | 11–3                             | روسيا          | 4–2           | 7–1           |
| نيوزيلندا       | 6–2                              | كوريا الجنوبية | 3–2           | 3–0           |
| ألمانيا         | 10–3                             | النمسا         | 5–0           | 5–3           |
| بريطانيا العظمى | 9–3                              | ماليزيا        | 4–1           | 5–2           |